# Zoe Golescu
Zoe Golescu (n. 30 decembrie 1792, Craiova, Țara Românească – d. 1879, București, România) a fost o militantă a Revoluției de la 1848.
În onoarea ei a fost numit satul din județul Giurgiu, Goleasca.

## Viața
S-a născut Zoe Farfara și s-a măritat la 13 ani cu Dinicu Golescu, mare boier al vremii, și a devenit Zoe Golescu cunoscută și ca Zinca sau Zoița. Au avut împreună 5 copii, 4 băieți, Ștefan, Nicolae, Radu, Alexandru și o fată, Ana. Dinicu a învățat-o limba franceză, limbă pe care avea să o folosească în scrisorile pe care avea să le trimită fiilor exilați în Europa de vest. 
A scris texte în franceză și în greaca veche și a frecventat saloanele bucureștene, de unde a aflat despre scrierile revoluționare publicate în Vest. Zoe Golescu a fost una dintre femeile culte și extrem de agreabile din București. După căsătorie, a fost o apropiată a saloanelor bucureștene, pe această filieră parvenindu-i scrieri de factură revoluționară publicate în Occident. Scrisorile sale către cei patru băieți ai săi, toate în limba franceză, dincolo de conținutul lor extrem de interesant, sunt bogat colorate stilistic și puternic pătrunse de sentimentalism, dar de un sentimentalism puternic și viguros. Și-a însoțit fiii în exil după participarea lor la Revoluția din 1848. A revenit în țară la sfârșitul lui 1849 unde a fost obligată de autorități să se autoexileze la moșia de la Golești.
S-a stins din viață la 87 de ani, după ce își pierduse patru din cei cinci copii.

## Omagieri
Un colegiu din Pitești îi poartă numele începând cu 1971.

## Contribuția în educație și cultură
O contribuție importantă a avut-o în sprijinul practic pe care l-a acordat soțului său, Dinicu Golescu care a înființat, pe cheltuiala sa, la 1 mai 1826 „Școala Slobodă Obștească”, în limba română, din Țara Românească, conform spuselor lui Dinicu Golescu: „unde pot merge fiii nobleții, ai norodului și măcar robi”.
Amprenta pe care și-a pus-o Zinca Golescu în Școala Slobodă Obștească înființată, la 1826, a constat în faptul că, la cursuri, studiau împreună și fete și băieți de nobili, săteni și chiar robi, știindu-se foarte bine că, până la această perioadă, fetele nu aveau acces la învățătură.
Pentru înființarea acestei școli care se anunța a fi una de performanță, Dinicu Golescu a trimis o „Înștiințare” pentru  „Școala din satul Golești, ce se află în județul Muscelului către Părinții cei ce vor voi să învețe copiii Dumnealor Limba Românească, Nemțească, Grecească și Italienească și cel mai vârtos să învețe cei dintâi Temei al Omului - pentru care Învățătură se tipăresc Cărțile cele trebuincioase”. În continuare, „Înștiințarea” spune: „De aceea am hotărât să întocmesc la moșia mea Golești Școala Slobodă Obștească, unde pot merge fiii nobleții, ai norodului și măcar robi, pământeni și străini, pentru limba română, germană, latină și italiană. Așadar, fiecare părinte de orice treaptă va fi sau negustor, boier, birnic sau măcar rob, poate a-și trimite copiii la această școală spre aceste învățături, fără de nicio plată la leat 1826, cu Maiu întâiu”. 
Meritul Zoei a fost acela că școala era mixtă, aspect care rezultă din următorul document: „cât pentru lăcuința lor (elevilor) sunt jertfite toate odăile ce sunt înaintea bisericii, cum și casa cea mare împrejmuită cu zid și alte multe odăi împrejurul cărții. Toată grădina cu felurime de pometuri unde pot cu obiceiuri împreună cu dascălul să se preumble și să se lucreze pentru însănătoșirea trupului, având toate câte sunt întrânsa spre întrebuințarea lor, aceste toate și învățătura, fără de nicio plată”. Din acest text reiese faptul că fetele învățau, atât științele, cât și arta bunelor maniere, gătitul, menajul și grădinăritul, cunoștințe despre soiurile de flori și modul de cultivare a acestora. 
Băieții învățau meșteșugurile, spre exemplu, tâmplăria și alte îndeletniciri necesare unui gospodar. Este interesant de urmărit programa școlară care s-a predat la această școală. 
- În clasa I, învățau: „A citi, a scrie. Partea I din Gramatică. Patru speții din aritmetică. Învățătură creștinească”.
- În clasa a II-a: „ A doua și a treia parte din Gramatică. Istoria Românilor. Povățuire spre facerea cărților și a jalbelor. Geografia Țărilor celor mai vestite. Învățătură creștină. Aritmetică”.
- În clasa a III-a: „A patra parte din Gramatică. Istoria Românilor. Povățuire spre facerea cărților și a jalbelor. Geografia Țărilor celor mai vestite. Învățătură creștină. Aritmetică”.
- În clasa a IV-a: „Retorica. Istoria noroadelor celor mai vestite din Europa. Geografia Europei. Învățătură creștinească. Aritmetică. Autorii clasici”.
- În clasa a VI-a: „Din filosofie. Logica. Metafizica curată și aplicată. Morala. Algebra. Geometria. Istoria universală”.

Ca urmare a călătoriilor făcute de Dinicu Golescu prin Europa în anii 1824-1825 și a studierii programelor de învățământ a școlilor europene, acesta și-a propus informarea tinerilor români cu cele mai noi cuceriri ale științei, ale limbii române și ale filosofiei. Toate acestea se reflectă în programele pe care le studiau elevii și în personalitățile renumite care au fost profesorii acestor elevi, ca de exemplu: Aaron Florian, primul director al școlii, Kir Grigore etc. 
După moartea lui Dinicu Golescu (1830), școala se desființează, dar ideea de a educa copii români rămâne în mintea Zoei Golescu care înființează o nouă școală, la Golești, în 1850, în amintirea soțului său. Iată ce relata Ana, fiica Zincăi, către unul dintre frații săi, cu privire la această a doua școală: „Mama a deschis o nouă școală la Golești; până acum sunt aproape 25 de copii; la primăvară, însă, ea va repara câteva odăi fiindcă localul este mic, și atunci o să aducă și un alt profesor care să știe mai mult decât acesta pe care îl avem acum. Nu poate să facă binele așa cum îi cere inima, fiindcă îi este frică să nu fie împiedicată; de aceea pentru moment, trebuie să ne mulțumim cu profesorul pe care îl are și cu mai puțini copii”.  

## Bbliografie
- George Marcu (coord.), Dicționarul personalităților feminine din România, Editura Meronia, București, 2009